# Plagiomnium integrum
Plagiomnium integrum là một loài Rêu trong họ Mniaceae. Loài này được (Bosch & Sande Lac.) T.J. Kop. mô tả khoa học đầu tiên năm 1971.